# Eugen Sterpu

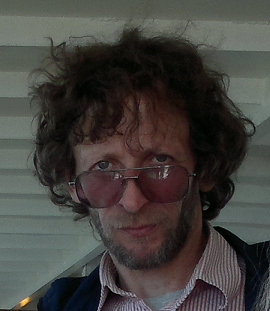
Eugen Sterpu (2014)

Eugen Sterpu (Neckname Gicu) (* 10. Juni 1963 in Dămăşcani, Moldauische SSR) ist ein estnischer Künstler. Er wohnt und arbeitet in Tallinn, Estland.

## Studien
Eugen Sterpu studierte von 1975 bis 1981 an der Kunsthochschule in der Republik Moldau  und von 1981 bis 1989 am Eesti Riiklik Kunstiinstituut (seit 1989 Eesti Kunstiakadeemia). Er spezialisierte sich auf Bildhauerkunst. Von 1984 bis 1995 unterrichtete er an der Kunsthochschule in Moldau. Sterpu spricht rumänisch, russisch, estnisch und französisch.

## Technik
Sterpu hat eine spezielle und eigentümliche Arbeitsweise, mit Pastellfarben zu arbeiten, erfunden. Er zeichnet auf Sandpapier und verwendet Lack dabei. Als Ergebnis sind die Farben sehr stark und klar. Für jedes Bild wird ein passendes Passepartout benutzt und dadurch kommen die Kontrast und die Klarheit der Farben nuanciert zum Vorschein. Die Ausbildung in Bildhauerei hat Sterpus  Verständnis von  Architektur vertieft und das zeigt sich auch in seinen Werken. Durch diese Technik entsteht beim Betrachten seiner Werke ein dreidimensionaler Eindruck.
Die Meinungen in Bezug auf seine Werke sind unterschiedlich. Einige halten ihn für einen Surrealisten, andere für einen Postmodernisten.

## Ausstellungen
Die Werke von Eugen Sterpu wurden in der Republik Moldau, Rumänien, Dänemark, Estland, Finnland, Schweden und Russland ausgestellt.

## Mitgliedschaft
Eugen Sterpu ist Mitglied der Eesti Kunstnike Liit (Künstlerverband Estlands).

## Familie
Eugen Sterpu war bis zu ihrem Tod mit Viive Sterpu verheiratet.